# Joan Casanelles
Joan Casanelles Ibars (Barcelona, 25 de junio de 1904 - Barcelona, 14 de julio de 1986) fue un político y abogado español.

## Biografía
Nacido en Barcelona, su familia era originaria de Lérida. Se licenció en Derecho por la Universidad de Barcelona y durante la dictadura de Primo de Rivera se fue a París para ampliar estudios, donde editó semanario El Fuet (El Látigo) y contactó con otros exiliados españoles (Francesc Macià, Jaume Miravitlles, Miguel de Unamuno, ...). Cuando en 1931 se proclamó la Segunda República volvió a España e ingresó en Esquerra Republicana de Catalunya (ERC), partido por el que fue elegido teniente de alcalde en el ayuntamiento de Barcelona y diputado en las elecciones al Parlamento de Cataluña de 1932. En 1934 fundó y financió el diario L'Opinió y formó parte del grupo escindido de ERC, el Partit Nacionalista Republicà d'Esquerra, del que fue dirigente. Fue encarcelado después de participar en la proclamación del Estado Catalán en 1934.
En las elecciones generales de 1936 fue elegido diputado a Cortes por el Frente de Izquierdas de Cataluña. Cuando Joan Lluhí fue nombrado ministro de Trabajo, le nombró subsecretario. El día del golpe de Estado que dio lugar a la Guerra Civil en julio de 1936, fue detenido en Calatayud cuando iba en tren, camino de Madrid con Arturo Menéndez, exjefe de la Dirección General del Estado. Ambos fueron llevados a Zaragoza y después a Pamplona, donde fueron condenados a muerte por las autoridades franquistas. Menéndez fue fusilado, pero Casanelles, tras ocho meses de encarcelamiento, fue intercambiado por el aristócrata catalán, José María Milá Camps.
Al acabar la guerra marchó a Francia y luego a Méjico, donde dirigió el Banco de la Propiedad y una empresa industrial. En noviembre de 1970 fue presidente de las cortes de la República en el exilio hasta que retornó a Barcelona en 1976. Volvió a militar en ERC y en las elecciones generales de 1979 fue elegido senador en la coalición entre el Partit dels Socialistes de Catalunya-ERC. En 1978 presidió la comisión de traspasos de servicios entre las diputaciones y la Generalidad de Cataluña. En 1982 abandonó ERC y en las elecciones al Parlamento de Cataluña de 1984 fue elegido diputado como independiente, dentro de las listas del PSC-PSOE.
José María Milá, que había sido intercambiado por él en la guerra y logró también salvar la vida, trato de ponerse en contacto con él infructuosamente al estar exiliado. Cuando Casanelles regresó del exilio, Milá había fallecido pero pudo conocer a su familia, que llegó a prestarle su apoyo electoral en 1979 y 1984.